# Enzo Perin
Enzo Perin (Brennero, 10 agosto 1933) è un ex combinatista nordico e saltatore con gli sci italiano.

## Biografia
Attivo negli anni cinquanta e anni sessanta, in carriera Perin ha partecipato a tre edizioni dei Giochi olimpici invernali: Cortina d'Ampezzo 1956 (20° in combinata nordica, 48° nel salto con gli sci), Squaw Valley 1960 (14° in combinata nordica, 37° nel salto con gli sci) e Innsbruck 1964 (18° in combinata nordica).

## Palmarès

### Campionati italiani
- 14 medaglie[1][2]:
  - 8 ori (combinata nordica, salto con gli sci nel 1957; combinata nordica nel 1958; combinata nordica nel 1959; combinata nordica nel 1960; combinata nordica nel 1962; combinata nordica nel 1963; combinata nordica nel 1964)
  - 5 argenti (combinata nordica, salto con gli sci nel 1955; combinata nordica, salto con gli sci nel 1956; combinata nordica nel 1965)
  - 1 bronzo (salto con gli sci nel 1959)